# Сянчэн (Сучжоу)
Сянчэ́н (кит. упр. 相城, пиньинь Xiàngchéng) — район городского подчинения городского округа Сучжоу провинции Цзянсу (КНР). Название района означает «город главного министра» и связано с тем, что в эпоху Вёсен и Осеней У Цзысюй счёл эти места подходящими для строительства города.

## История
Ещё когда в Китае впервые в истории было создано централизованное государство — империя Цинь — и страна была разделена на уезды, в этих местах был создан уезд Усянь (吴县).
В 1949 году урбанизированная часть уезда Усянь была выделена в отдельный город Сучжоу.
В 1995 году был расформирован уезд Усянь, а вместо него был образован городской уезд Усянь (吴县市).
В 2001 году городской уезд Усянь был расформирован, а на бывшей его территории были созданы районы Учжун и Сянчэн.

## Административное деление
Район делится на 4 уличных комитета и 4 посёлка.